# Open rug
Een open rug, ook bekend met de medische term spina bifida, is een ingewikkelde aandoening aan de neurale buis die ontstaat tijdens de embryonale ontwikkeling. Dit wordt een neuralebuisdefect genoemd.
Bij spina bifida sluiten de ruggenwervels niet goed rondom het ruggenmerg. Het komt voor bij 4,5 op de 10.000 geboorten. Als eenmaal een kind is geboren met spina bifida, of als een van de ouders spina bifida heeft, dan is er een kans van 4% dat het eerstvolgende kind eveneens spina bifida heeft. Als ouders reeds twee kinderen met spina bifida hebben, is de kans op een derde kind met deze aandoening 10%. In Zuidoost-Azië komt de afwijking minder vaak voor (2,5 op de 10.000 geboorten).
De benaming spina bifida is gegeven door de Nederlander Nicolaes Tulp in 1637.

## Vormen

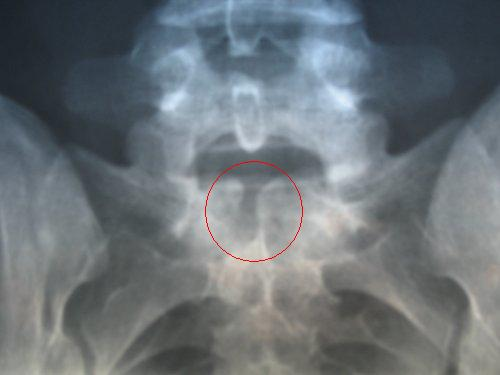
Röntgenfoto van een persoon met spina bifida occulta ter hoogte van S1

Wat valt uit vanaf welke hoogte

Er zijn twee vormen van spina bifida:
- spina bifida occulta: Ook wel verborgen spina bifida genoemd; hierbij is de huid over het neuralebuisdefect heen gegroeid. Deze vorm van spina bifida komt niet vaak voor. Hierdoor wordt de spina bifida vaak niet bij de geboorte ontdekt. Soms is op de intacte huid wel een lichte afwijking te zien, zoals abnormale beharing, abnormale verkleuring, een vetgezwel of een putje in het midden van de ruggengraat. Meestal worden er bij de geboorte van het kind geen spina bifida-gerelateerde afwijkingen gevonden. Hierdoor wordt de spina bifida vaak pas op latere leeftijd ontdekt. Soms zelfs pas op volwassen leeftijd.
- spina bifida aperta: Dit is de meest voorkomende vorm van spina bifida; hierbij is vaak een uitpuilende vochtblaas op de rug zichtbaar. Spina bifida aperta is er in twee varianten, spina bifida aperta meningocèle en  spina bifida aperta myelomeningocèle. Een persoon die wordt geboren met spina bifida aperta meningocèle heeft een duidelijk zichtbare vochtblaas op de rug, waar alleen vocht in zit. Bij personen geboren met spina bifida aperta myelomeningocèle zit in de vochtblaas niet alleen vocht, maar ook ruggenmerg en zenuwen. Bij spina bifida aperta hangt het van de hoogte af wat de uitvalsverschijnselen zijn, tot en met de eerste lendenwervel wordt er gesproken over lage uitvalsverschijnselen, vanaf de twaalfde borstwervel wordt gesproken over hoge uitvalsverschijnselen.

## Lichamelijke beperkingen
Het hangt van de vorm en de hoogte van de spina bifida af hoe de beperkingen van de persoon zullen zijn. Spina bifida occulta leidt meestal niet tot invaliditeit.

## Aan spina bifida gerelateerde aandoeningen
Bij spina bifida horen een aantal aandoeningen. Personen met spina bifida krijgen meestal niet met alle gerelateerde aandoeningen te maken, maar met slechts 30 tot 50 procent van deze aandoeningen. De bekendste aan spina bifida gerelateerde aandoeningen staan hieronder beschreven.

### Hydrocefalus
Hydrocefalus (in de volksmond bekend onder de naam waterhoofd) is een aandoening, waarbij in de hersenventrikels te veel hersenvocht aanwezig is. Deze overmaat aan hersenvocht oefent druk uit op de hersenen, waardoor hersenfuncties kunnen worden aangetast. Dit is een aandoening die veel voorkomt bij spina bifida aperta. Hydrocefalus ontstaat soms voor en vaak na de geboorte. Vroege ontdekking van hydrocefalus is belangrijk. Om een ernstige schade te voorkomen moet er zo snel mogelijk een drain aangelegd worden om overtollig hersenvocht af te voeren. Sinds 1991 kan met een endoscopische operatie de vloer van de derde ventrikel worden geopend. Zo ontstaat een natuurlijke bypass en is geen drain meer nodig. Personen met spina bifida aperta die meervoudig gehandicapt zijn komen door de aanleg van de drain en de nieuwe behandelmethoden sinds eind jaren zeventig niet vaak meer voor.

### Klompvoet
Een klompvoet is een aangeboren afwijking van de voet die veelvuldig voorkomt bij spina bifida. Een klompvoet komt vaak voor aan beide voeten. Klompvoeten staan vaak naar binnen en naar onderen gekanteld in een kommavorm. Klompvoeten worden meestal operatief door een orthopedisch chirurg rechtgezet en vervolgens met langdurig spalken van de voeten behandeld. Een persoon met klompvoeten moet vaak orthopedische schoenen dragen omdat normale schoenen niet passen.

### Scoliose
Scoliose is een verkromming van de wervelkolom. Scoliose komt vaak voor bij spina bifida en ontstaat meestal tijdens de groei. Scoliose is als het ontstaat bij kinderen niet pijnlijk, maar kan wel de werking van de longen beperken. Vroege ontdekking is dus noodzakelijk. Scoliose wordt meestal behandeld met een brace. In sommige gevallen is echter een scolioseoperatie noodzakelijk. Hierbij worden de ruggenwervels operatief door een orthopedisch chirurg rechtgezet.

### Tethered cord
Tethered Cord (ook wel gekluisterd ruggenmerg genoemd) komt veel voor bij spina bifida occulta.
Het ontstaan van een tethered cord is vaak ook het moment waarop spina bifida occulta wordt ontdekt. Signalen van tethered cord kunnen verlammingsverschijnselen zijn of plotselinge gevoelloosheid in de benen. Er is dan vaak een neurochirurgische ingreep nodig om het ruggenmerg los te maken, waardoor het verergeren van de verlammingsverschijnselen kan worden voorkomen of de klachten verminderen. Vaak moet deze ingreep worden herhaald.

## Behandeling
Omdat de handicap zich afspeelt op het terrein van diverse specialismen vormen ziekenhuizen teams van specialisten om patiënten te behandelen. Deze multidisciplinaire teams zijn te vinden in de Universitaire Medische Centra.
Spina bifida is niet te voorkomen, maar sinds de jaren 90 is bekend dat het geven van extra foliumzuur voor en gedurende de zwangerschap de kans op spina bifida sterk vermindert.

### Sport
Het is belangrijk dat een persoon met spina bifida zijn hele leven actief blijft sporten om overgewicht te voorkomen. Overgewicht komt vaak voor bij mensen met spina bifida en een dwarslaesie die rolstoelafhankelijk zijn. Voor personen met spina bifida is het verstandig om minstens één duursport te beoefenen. Ook is het belangrijk dat een persoon met spina bifida die rolstoelafhankelijk is zichzelf voortbeweegt en niet wordt geduwd, zodat die persoon dagelijks voldoende beweging krijgt.

### Verenigingen
- Spina Bifida en Hydrocephalus Nederland
- Open rug & Hydrocefalus België
- Open rug & Hydrocefalus Internationaal